# Nagypetri régi görögkatolikus fatemploma

## Története és leírása
Nagypetri 17. századi eredetű temploma valószínűleg 1612-ben épült. A templom egyik érdekessége, hogy három helyen is állt. 1835-ben a falu temetőjében, 1882-ben a papi lak kertjében, majd 1966-tól a kolozsvári Szabadtéri Néprajzi Múzeumban látható.
Téglalap alapú csarnokához a nyolcszög három oldalával záródó szentély csatlakozik. A templomot, valamint a nyitott árkádos, négy fiatornyos tornyot fa zsindely borítja. Belső festményeit Dimitrie Ispas készített 1835-ben.

## Külső hivatkozások
- Biserici de lemn din Romania
- Muzeul Etnografic al Transilvaniei